# Coco, de la rebel·lia a la llegenda de Chanel
Coco, de la rebel·lia a la llegenda de Chanel (títol original en francès: Coco avant Chanel) és un pel·lícula francesa dirigida per Anne Fontaine i estrenada el 2009. Es va doblar al català.

## Argument
La pel·lícula tracta els anys de formació de la gran modista Coco Chanel: una noia anomenada Gabrielle, d'origen molt modest, autodidacta, i dotada d'una personalitat fora del comú, es convertirà en Coco Chanel, el símbol de l'èxit i la llibertat i que encarnarà la dona moderna.

## Repartiment
- Audrey Tautou: Coco Chanel
- Benoît Poelvoorde: Étienne Balsan
- Alessandro Nivola: Boy Capel
- Marie Gillain: Adrienne, la germana de Coco Chanel (Adrienne era en realitat la tia de Coco Chanel)
- Emmanuelle Devos: Émilienne d'Alençon